# Werder Brema
Werder Brema – niemiecki klub sportowy z siedzibą w Bremie. Założony w 1899 roku, oprócz sekcji piłki nożnej posiada także sekcje piłki ręcznej, lekkiej atletyki, tenisa stołowego, gimnastyki, szachów oraz e-sportów. Był jednym z klubów założycielskich Bundesligi.
Od sezonu 1980/1981 aż do końca rozgrywek kampanii 2020/2021 drużyna nieprzerwanie występowała w pierwszej Bundeslidze. Od sezonu 2019/20 jest rekordzistą Bundesligi pod względem ilości rozegranych sezonów (56 na 57 możliwych – sezon 2019/2020 jest 57. sezonem). W tabeli wszech czasów Bundesligi zajmuje 3. miejsce (za Bayernem Monachium i Borussią Dortmund), z kolei z 6 zdobytymi Pucharami Niemiec ustępuje tylko Bayernowi Monachium. Ponadto jest jednym z pięciu klubów, które zdobyły dublet, czyli mistrzostwo i puchar w jednym sezonie (pozostałe to Bayern Monachium, 1. FC Köln i Borussia Dortmund. Także FC Schalke 04, które jednak nie wygrało ligi, a zdobyło mistrzostwo we wcześniejszym systemie rozgrywek). Jest też jednym z dwóch klubów (obok Borussii Mönchengladbach), które zdobywając mistrzostwo więcej niż raz, dokonywały tego wyłącznie w systemie ligowym (tj. po roku 1963).
Nazwa klubu pochodzi od podmokłych terenów rzeki Wezery („werder” tłumaczone na język polski oznacza „teren podmokły”, „żuławy”, „bagno”), na których mieścił się pierwszy obszar treningowy klubu i pierwsze boisko.
W 2021 klub po 40 latach gry w niemieckiej elicie spadł do 2. Bundesligi.

## Historia

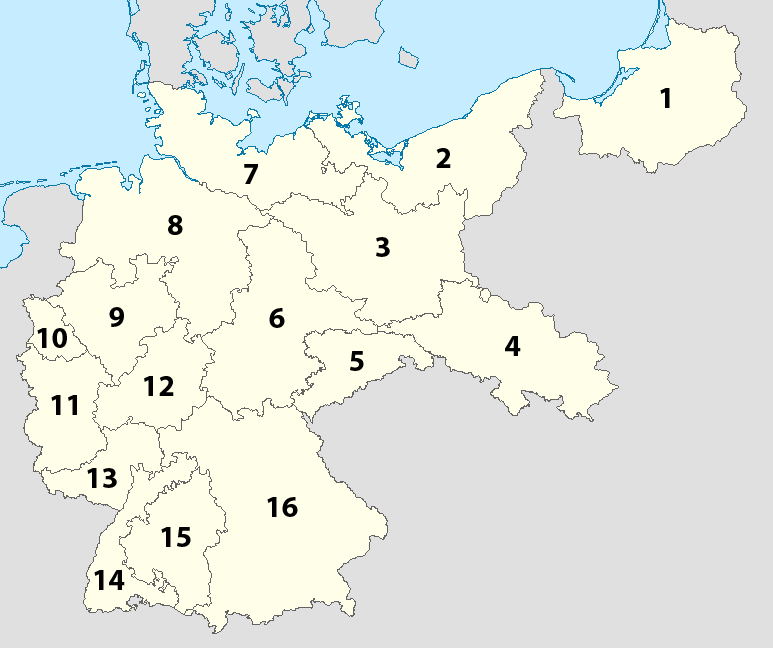
Podział na Gauligi w 1933. Numer 8 to Gauliga Dolna Saksonia.

Podział Niemiec na strefy okupacyjne.

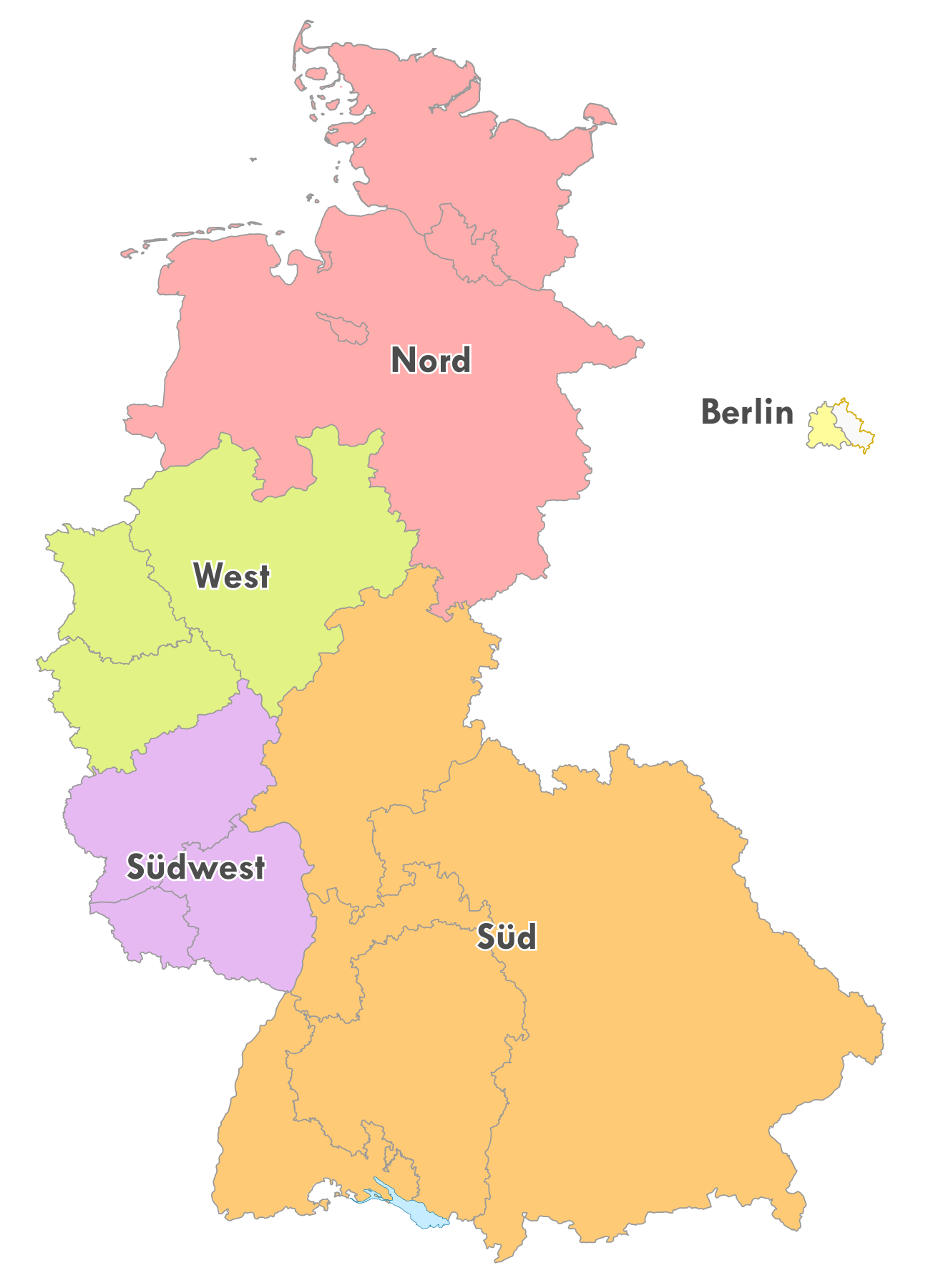
Podział na Oberligi w latach 1948–1963.

4 lutego 1899 roku kilkunastu 16-letnich uczniów założyło klub piłkarski FV Werder von 1899. Jak wskazuje nazwa klub miał być czysto piłkarski (FV to Fussball Verein, czyli Związek Piłkarski). W grudniu 1899 roku klub został jednym z założycieli Bremeńskiego Związku Klubów Piłkarskich. W pierwszych latach członkami klubu mogli zostać tylko mężczyźni, którzy mieli wyższe wykształcenie lub byli w stanie uzyskać poparcie co najmniej 2/3 zarządu. W styczniu 1900 roku FV Werder był jednym z 86 klubów założycielskich Niemieckiego Związku Piłki Nożnej. W 1903 klub został po raz pierwszy mistrzem Bremy. W 1905 stał się pierwszym klubem z Bremy, który pobierał opłaty za wstęp. W 1913 roku jako jedyny klub z Bremy, zakwalifikował się do nowo utworzonej Północnoniemieckiej Ligi (organizujący rozgrywki Północnoniemiecki Związek Piłki Nożnej wprowadził taki format rozgrywek na próbę. Liga przetrwała jeden sezon). W tym okresie klub musiał bronić się przed tendencjami nacjonalistycznymi, zwłaszcza z ruchu gimnastycznego, który uważał piłkę nożną za „niesportową”, a ponadto ze względu na swoje angielskie pochodzenie „nie-niemiecką”.
Pierwszy duży sukces nadszedł w sezonie 1909/10 gdy klub dotarł aż do finału Mistrzostw Północnoniemieckiego Związku Piłki Nożnej, gdzie przegrał z Holstein Kiel 1:7. Wcześniej nie kwalifikował się do finałów, z wyjątkiem sezonu 1905/06, jednak odpadł wtedy już w pierwszej rundzie z Eintracht Braunschweig 2:5.
Od 1919 roku do członkostwa w klubie dopuszczono również kobiety; rok później, zgodnie z ówczesnym trendem, klub poszerzył swoją działalność o nowe sekcje, co przyniosło zmianę nazwy na Sport Verein (Związek Sportowy).
Lata powojenne przyniosły też poprawę wyników. Co prawda i tak szczytem możliwości był występ w finałach Północnoniemieckiego Związku Piłki Nożnej, gdzie zresztą klub przegrywał już w pierwszej rundzie (1922/23, 1925-28, 1930/31). Wyjątkiem stał się sezon 1928/29 gdy pokonał po dogrywce Lübecker BV Phönix 4:3 i dotarł do drugiej rundy (ćwierćfinału). W sezonie 1932/33 także odniósł zwycięstwo w rundzie finałowej, ale wtedy zaczęła się ona od pięcioozespołowej grupy, a pozostałe 3 mecze Werder przegrał.
Pierwszy ogólnoniemiecki tryumf to Puchar Niemiec w 1961. Natomiast wielka historia Werderu rozpoczęła się w roku 1981, wraz z przybyciem „króla Otto”, czyli Otto Rehhagela – trenera, który zainspirował narodziny wielkiego klubu. Pod wodzą Rehhagela Werder wraz z Bayernem Monachium dominował w całej lidze. Szkoleniowiec ten zdobył dla klubu 2 tytuły mistrza Niemiec w latach 1988 i 1993, natomiast w latach 1991 i 1994 triumfował w rozgrywkach o Puchar Niemiec.
Odniósł też sukcesy na arenie międzynarodowej, tzn. wywalczył Puchar Zdobywców Pucharów w roku 1992 pokonując w drodze do finału w dwumeczu rumuński FC Bacau aż 11:0, pokonane zostały także takie kluby jak Ferencvarosi TC, Galatasaray SK i Club Brugge KV, a w finale na Estadio da Luz w Lizbonie AS Monaco 2:0. Po odejściu Rehhagela w 1995 klub przeżywał kryzys. Dopiero w 1999 do trofeów klub dodał Puchar Niemiec a szóste miejsce na koniec sezonu w Bundeslidze w sezonie 2001/2002 dało Werderowi przepustkę do Pucharu UEFA, przygoda ta nie była długa, klub odpadł w drugiej rundzie ulegając holenderskiemu SBV Vitesse.

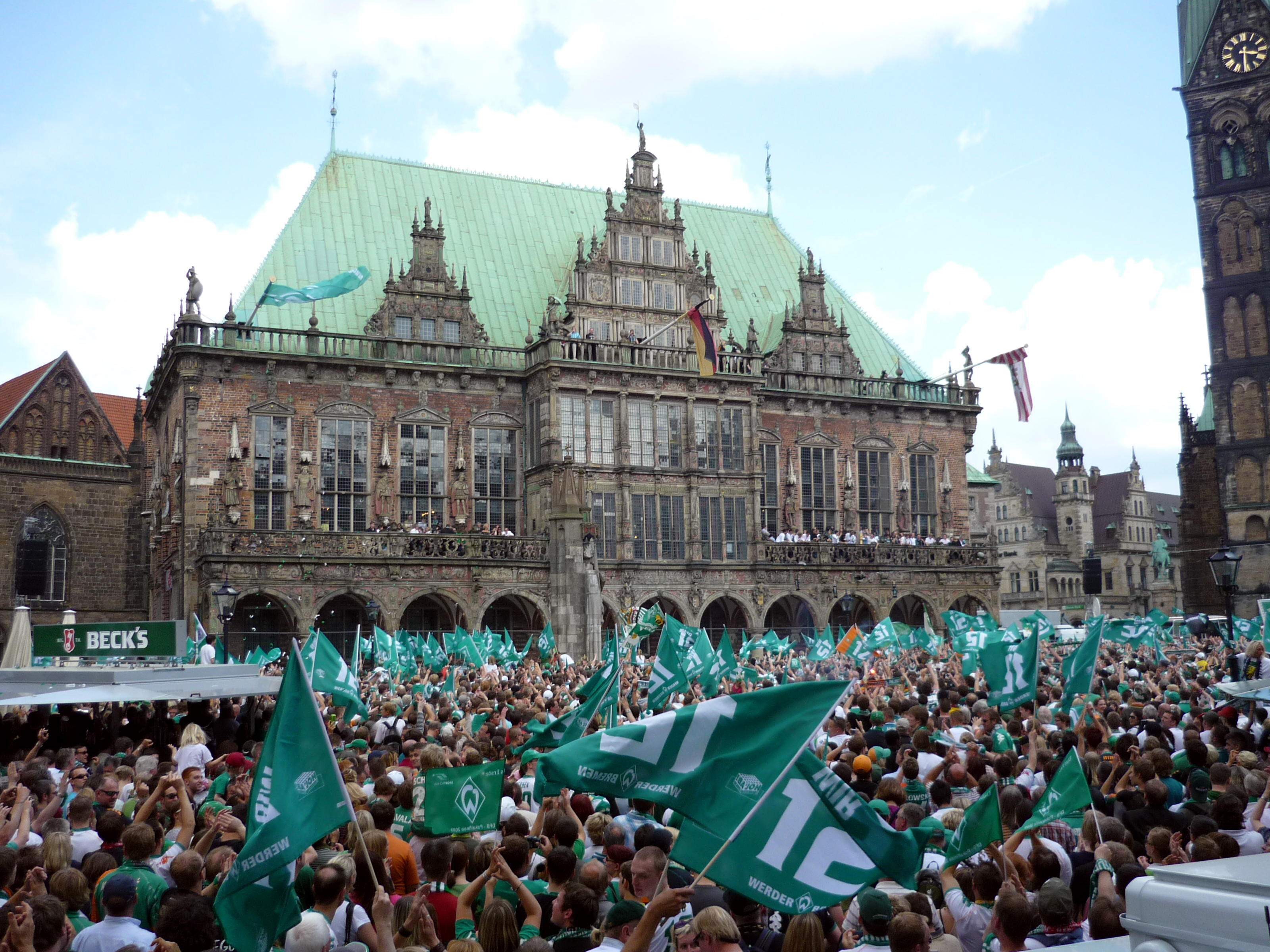
Kibice Werderu po zdobyciu DFB Pokal w 2004 roku

W 1999 trenerem został Thomas Schaaf. W 2004 drużyna zdobyła swoje czwarte mistrzostwo Niemiec w historii, zapewniając sobie tytuł na dwie kolejki przed zakończeniem rozgrywek. Także w 2004 zdobyli Puchar Niemiec pokonując w finale Allemanię Aachen 3:2, stając się czwartą drużyną w historii niemieckiej piłki, która wywalczyła dublet w jednym sezonie. Werder w tym sezonie miał dwóch kluczowych zawodników którzy w znacznej części przyczynili się do zwycięstwa. Byli to Ailton i Johan Micoud. Werder zakończył sezon z dubletem i dodatkowo z królem strzelców – Ailtonem. Tuż po sezonie z Werderu odszedł Ailton do FC Schalke 04, ale dołączył kolejny super snajper Miroslav Klose. W następnym sezonie klub występował w lidze mistrzów, zajmując drugie miejsce w grupie, za Interem Mediolan, awansował do najlepszej 16, w dwumeczu z Olympique Lyon Werder przegrał 2:10. Sezon 2004/2005 ukończył na 3 miejscu co dało drużynie prawo do udziału w kwalifikacjach do Ligi Mistrzów. Po sezonie odszedł bardzo ważny gracz w Werderze – Johan Micoud do Gironde Bordeaux. Kibice nie wierzyli, że uda się znaleźć godnego następcę, ale okazało się, że można. Werder znalazł równego poziomowi Micoud, albo może jeszcze lepszego – Diego z FC Porto. W sezonie 2005/2006 w ostatniej kolejce zdobyli wicemistrzostwo pokonując w ostatniej kolejce Hamburger SV 2:1. Diego uznano za najlepszego zawodnika Bundesligi w tym sezonie, a Miroslav Klose został królem strzelców W sezonie 2006/2007 Werder zajął trzecie miejsce strzelając najwięcej bramek. W przerwie letniej super snajper Werderu Mirosław Klose przeszedł do odwiecznego rywala – Bayernu Monachium.
|  |  |

Sezon 2007/2008 zespół zakończył na drugim miejscu. W ósmej kolejce osiągnął historyczne zwycięstwo nad Arminią Bielefeld pokonując ją 8:1. W sezonie 2008/2009 kadra nie uległa wielkim zmianom. Zespół opuścił jednak Tim Borowski na rzecz Bayernu Monachium, a Claudio Pizarro został wypożyczony do Chelsea F.C. Sezon Bundesligi Werder zakończył na 10 miejscu, co było osiągnięciem dużo poniżej ich możliwości. Udało im się jednak po raz 6 zdobyć DFB Pokal po wygranej w finale z Bayerem Leverkusen. Dotarli też do finału Pucharu UEFA, gdzie ostatecznie przegrali z Szachtarem Donieck 1:2. W sezonie 2009/2010 karierę zakończył kapitan Werderu Frank Baumann, a Diego odszedł z Bremy na rzecz Juventusu Turyn. Opaskę po Baumannie odziedziczył Torsten Frings, a na miejsce Diego do Werderu został sprowadzony Marko Marin. Do zespołu powrócili Tim Borowski i Claudio Pizarro. Te liczne zmiany wyszły jednak Werderowi na dobre, bowiem zajął 3 miejsce w Bundeslidze, co dawało im szanse na grze w LM. Bremeńczycy powtórzyli także wyczyn sprzed roku i ponownie zagrali w finale DFB Pokal ostatecznie przegrywając jednak z Bayernem Monachium. W letnim okienku transferowym zespół zasiliło czterech nowych graczy: Marko Arnautović, Felix Kroos, Brazylijczyk Wesley oraz Francuz Mikael Silvestre. Z drużyny odszedł jednak jej lider – Mesut Özil. Werder zakwalifikował się do fazy grupowej Ligi Mistrzów pokonując w dwumeczu Sampdorię Genuę 5:4. Drużyna nie była jednak w stanie poradzić sobie w tych rozgrywkach i zajęła ostatnie miejsce w swojej grupie, ulegając takim zespołom jak Inter Mediolan, Tottenham Hotspur i FC Twente. W dodatku w letnim okienku zimowym ekipę’ z Weserstadion opuścił Hugo Almedia. Portugalski napastnik został sprzedany do Besiktasu Stambuł za dwa miliony euro. Na jego miejsce został sprowadzony szwedzki piłkarz Denni Avdić. Ostatecznie drużyna zakończyła sezon na 13 miejscu tracąc tym samym szansę na walkę o europejskie puchary. W letnim okienku z klubu odszedł jego kapitan Torsten Frings. Opaskę po nim przejął Clemens Fritz. W sezonie 2011/2012 ekipa z Bremy już w pierwszej rundzie odpadła z Pucharu Niemiec ulegając trzecioligowemu FC Heidenheim. W tabeli zaś zajęli dziewiąte miejsce. Kolejnym ciosem dla Werderu było to, że ich najlepszy strzelec Claudio Pizarro zdecydował się na odejście do Bayernu Monachium. Na jego miejsce z drużyny Bawarczyków wypożyczono Nilsa Petersena. Oprócz Pizarro zespół opuścili też inni czołowi gracze jak Marko Marin, Tim Borowski, Naldo czy Markus Rosenberg. Drużynę z Weserstadion zaopatrzono jednak w innych znakomitych graczy jak Theodor Gebre Selassie, który zachwycił swą formą na Euro 2012 czy Eljero Elia. Sezon 2012/2013 przyniósł ze sobą wielkie zmiany. Po 13 latach sprawowania funkcji dyrektora sportowego zespół opuścił na rzecz Vfl Wolgsburg Klaus Allofs. Jego miejsce zajął Thomas Eichin. Z drużyna pożegnał się także jej długoletni trener Thomas Schaaf. W ten sposób zakończył się dla Werderu pewien etap. Sezon zespół zakończył na 14 miejscu. Również początki kolejnego 2013/2014 nie były szczęśliwe. Po raz kolejny bowiem ekipa z Weserstadion odpadła w 1 rundzie pucharu Niemiec ulegając trzecioligowej drużynie FC Saarbrucken. Jednak w lidze klub w pierwszych 2 kolejkach poradził sobie dobrze wygrywając mecze po 1-0. W sezonie 2015/16 trenerem drużyny jest Wiktor Skrypnyk, a jego asystentem jest Torsten Frings. Po nieudanym początku sezonu 2016/17 Wiktora Skrypnyka zastąpił Alexander Nouri.

### Herb klubu

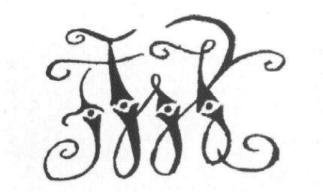
1900-1911
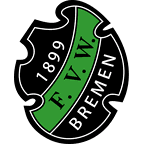
1911-1924
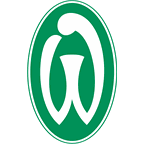
1924-1929
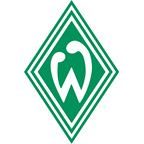
1929-1971; 1973-2000
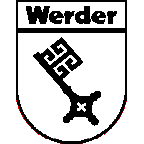
1971-1973
2000-

## Sukcesy i statystyki

### Mistrzostwa Niemiec
*Poniższe osiągnięcia są aktualne do sezonu 2023/2024
- Mistrz Niemiec (4): 1965, 1988, 1993, 2004
- Wicemistrz Niemiec (7): 1968, 1983, 1985, 1986, 1995, 2006, 2008
- Mistrz 2 Ligi: 19811
- Wicemistrz Oberligi1 (5): 1959, 1960, 1961, 1962, 1963
- Mistrz Gauligi (4): 1934, 1936, 1937, 1942
- Wicemistrz Gauligi (2) Niedersachsen: 19352, 19433
- Mistrz Westkreisligi: 1923
- Wicemistrz Westkreisligi (3): 1926, 1927, 1928
- Mistrz Dolnej Saksonii Brytyjskiej Strefy Okupacyjnej: 1947
- Halowy Mistrz Niemiec: 1989

1W grupie Północ (Nord)

2W grupie Dolna Saksonia (Niedersachsen)

3W grupie Wezera-Ems (Weser-Ems)

### Puchary krajowe
*Poniższe osiągnięcia są aktualne do sezonu 2023/2024
- Zdobywca Pucharu Niemiec (6): 1961, 1991, 1994, 1999, 2004, 2009
- Finalista Pucharu Niemiec (4): 1989, 1990, 2000, 2010
- Zdobywca Superpucharu Niemiec (4): 1988, 1993, 1994, 2009 (inoffizielle Austragung)
- Finalista Superpucharu Niemiec: 1991
- Zdobywca Pucharu Ligi: 2006
- Finalista Pucharu Ligi (2): 1999, 2004
- Zdobywca Fuji-Cup: 1990

### Osiągnięcia międzynarodowe

Puchar Zdobywców Pucharów

*Poniższe osiągnięcia są aktualne do sezonu 2023/2024
- Zdobywca Puchar Zdobywców Pucharów: 1992
- Finalista Pucharu UEFA: 2009
- Półfinalista Pucharu UEFA (3): 1988, 1990, 2007
- Zdobywca Pucharu Intertoto: 1998
- Zdobywca Kirin-Cup (2): 1982, 1986
- Zwycięstwo w „Villa de Madrid”: 1988
- Zwycięstwo w międzynarodowym turnieju w Rotterdamie: 1986

### Osiągnięcia amatorskie
*Poniższe osiągnięcia są aktualne do sezonu 2023/2024
- Mistrz Niemiec Amatorów (3): 1966, 1985, 1991
- Zdobywca regionalnego Pucharu Niemiec (20): 1969, 1971, 1976, 1982, 1983, 1987, 1989, 1990, 1992, 1993, 1994, 1995, 1997, 1998, 1999, 2000, 2001, 2002, 2004, 2007

### Królowie strzelców

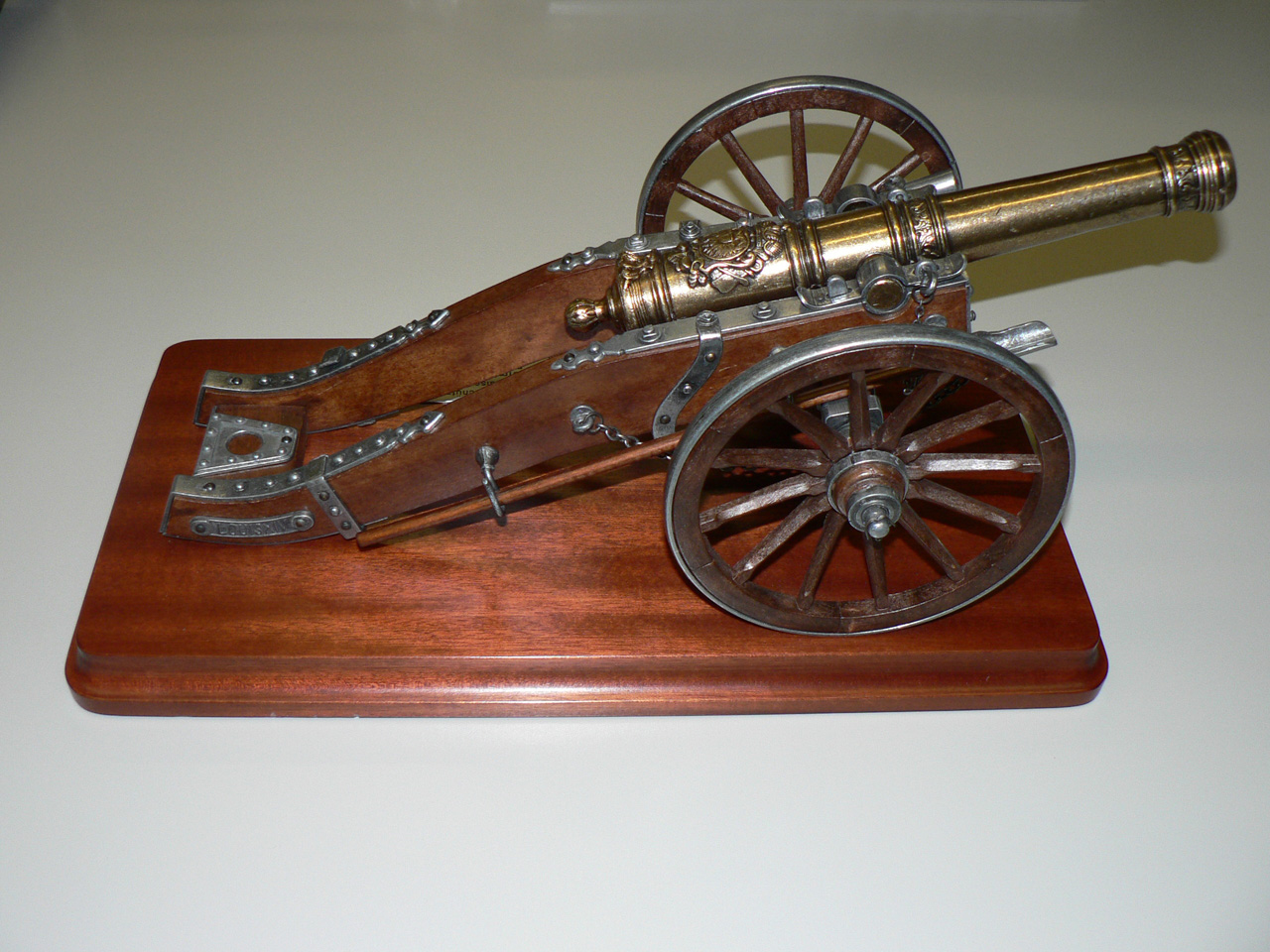
Armata (Torjägerkanone) wręczana królom strzelców Bundesligi

*Poniższe osiągnięcia są aktualne do sezonu 2023/2024
| Zawodnik          | Sezon     | Bundes- liga | Puchar UEFA | Liga Mistrzów |
| ----------------- | --------- | ------------ | ----------- | ------------- |
| Rudi Völler       | 1982/1983 | 23           |             |               |
| Karl-Heinz Riedle | 1989/1990 |              | 61          |               |
| Wynton Rufer      | 1993/1994 |              |             | 82            |
| Mario Basler      | 1994/1995 | 203          |             |               |
| Aílton            | 2003/2004 | 28           |             |               |
| Miroslav Klose    | 2005/2006 | 25           |             |               |
| Claudio Pizarro   | 2009/2010 |              | 94          |               |

1Ex aequo z Falko Götz (1. FC Köln)

2Ex aequo z Ronald Koeman (FC Barcelona)

3Ex aequo z Heiko Herrlich (Borussia Mönchengladbach)

4Ex aequo z Óscar Cardozo (Benfica Lizbona)

### Piłkarze Roku
*Poniższe osiągnięcia są aktualne do sezonu 2023/2024
| Zawodnik       | Rok  |
| -------------- | ---- |
| Rudi Völler    | 1983 |
| Aílton         | 2004 |
| Miroslav Klose | 2006 |

| Zawodnik     | Rok  |
| ------------ | ---- |
| Wynton Rufer | 1989 |
| Wynton Rufer | 1990 |
| Wynton Rufer | 1992 |

| Zawodnik      | Rok  |
| ------------- | ---- |
| Rune Bratseth | 1994 |
| Rune Bratseth | 1991 |
| Rune Bratseth | 1992 |

| Zawodnik        | Rok               |
| --------------- | ----------------- |
| Andreas Herzog  | 1992 (Austria)    |
| Raphaël Wicky   | 1998 (Szwajcaria) |
| Petri Pasanen   | 2008 (Finlandia)  |
| Sambou Yatabaré | 2016 (Mali)       |
| Yūya Ōsako      | 2018 (Japonia)    |

### Rekordy indywidualne
*Poniższe osiągnięcia są aktualne do sezonu 2023/2024

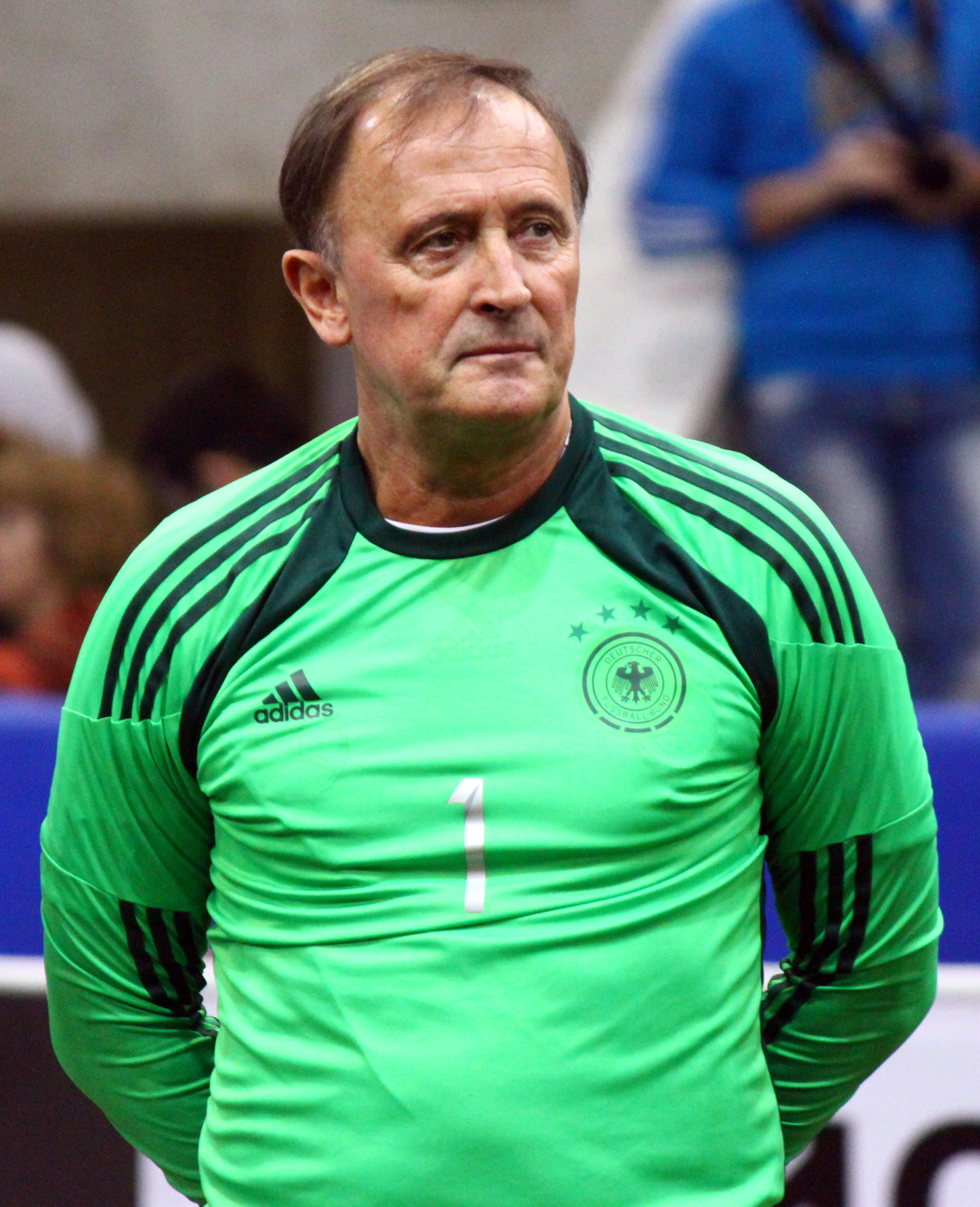
Dieter Burdenski (2015)

| Lp.  | Zawodnik             | Ilość |
| ---- | -------------------- | ----- |
| 1.   | Dieter Burdenski     | 444   |
| 2.   | Horst-Dieter Höttges | 4201  |
| 3.   | Dieter Eilts         | 3901  |
| 4.   | Marco Bode           | 3791  |
| 5.   | Werner Görts         | 363   |
| 6.   | Karl-Heinz Kamp      | 3611  |
| 7.   | Mirko Votava         | 357   |
| 8.   | Oliver Reck          | 345   |
| 9.   | Torsten Frings       | 326   |
| 10.  | Frank Neubarth       | 3171  |
| ...  | ...                  | ...   |
| 302. | Philipp Bargfrede    | 2061  |
| 362. | Zlatko Junuzović     | 1881  |
| ...  | ...                  | ...   |
| 413. | Miloš Veljković      | 1761  |
| 423. | Jiří Pavlenka        | 1751  |

| Lp.  | Zawodnik             | Ilość |
| ---- | -------------------- | ----- |
| 1.   | Claudio Pizarro      | 109   |
| 2.   | Marco Bode           | 1011  |
| 3.   | Rudi Völler          | 97    |
| 3.   | Frank Neubarth       | 971   |
| 5.   | Aílton               | 88    |
| 6.   | Werner Görts         | 73    |
| 7.   | Arnold Schütz        | 691   |
| 8.   | Uwe Reinders         | 671   |
| 9.   | Norbert Meier        | 66    |
| 10.  | Wynton Rufer         | 591   |
| ...  | ...                  | ...   |
| 302. | Max Kruse            | 32    |
| 322. | Niclas Füllkrug      | 28    |
| ...  | ...                  | ...   |
| 453. | Marvin Ducksch       | 21    |
| 723. | Leonardo Bittencourt | 12    |

| Lp. | Zawodnik             | Ilość |
| --- | -------------------- | ----- |
| 1.  | Dieter Burdenski     | 616   |
| 2.  | Karl-Heinz Kamp      | 535   |
| 3.  | Dieter Eilts         | 516   |
| 4.  | Marco Bode           | 495   |
| 5.  | Jonny Otten          | 493   |
| 6.  | Horst-Dieter Höttges | 485   |
| 7.  | Mirko Votava         | 481   |
| 8.  | Oliver Reck          | 453   |
| 9.  | Torsten Frings       | 449   |
| 10. | Werner Görts         | 427   |

### Honorowi kapitanowie
Za niezwykłe zasługi dla klubu i drużyny ośmiu graczy zostało nagrodzonych tytułem honorowego kapitana. Są to: Richard Ackerschott, Horst-Dieter Höttges, Arnold Schütz, Dieter Burdenski, Dieter Eilts, Marco Bode, Frank Baumann i Clemens Fritz.

### Najwyższe zwycięstwa i porażki w lidze
*Poniższe rekordy są aktualne do sezonu 2023/2024
- Najwyższe zwycięstwa u siebie: 8:1 Arminia Bielefeld 2007/08, 8:1 Kickers Offenbach 1983/84
- Najwyższe zwycięstwa na wyjeździe: 7:0 Borussia Mönchengladbach 1965/66
- Najwyższe porażki u siebie: 0:7 FC Bayern München 2013/14
- Najwyższe porażki na wyjeździe: 2:9 Eintracht Frankfurt 1981/82, 0:7 Eintracht Frankfurt 1963/64, 0:7 FC Bayern München 1979/80

### Najwyższe zwycięstwa i porażki w Pucharze Niemiec
*Poniższe rekordy są aktualne do sezonu 2023/2024
- Najwyższe zwycięstwo u siebie: 11:1 BSC Grünhöfe 1974/1975
- Najwyższe zwycięstwo na wyjeździe: 9:1 Ludwigsfelder FC 2003/2004
- Najwyższe zwycięstwa w finale: 2:0 1.FC Kaiserslautern 1960/1961, 3:1 Rot-Weiss Essen 1999/1994
- Najwyższa porażka u siebie: 0:3 Borussia Mönchengladbach 1975/1976
- Najwyższa porażka na wyjeździe: 0:3 1.FC Kaiserslautern 2002/2003, 0:3 Eintracht Frankfurt 2007/2008, 0:3 1.FC Kaiserslautern 1968/1969
- Najwyższe porażki w finale: 1:4 Borussia Dortmund 1988/1999, 0:3 FC Bayern München 1999/2000

### Rekordy
*Poniższe rekordy są aktualne do sezonu 2023/2024
- W drugiej rundzie sezonu 1992/1993 Werder stracił tylko jednego gola w meczach u siebie (Christian Ziege z Bayern Monachium).
- Siedem razy Werder zdobywał najwięcej bramek w lidze 1985, 1986, 1995, 2004, 2006, 2007 i 2008.
- Cztery razy Werder tracił najmniej bramek w lidze: 1965, 1988, 1991 i 1993.
- Dwa razy Werder przegrał mistrzostwo tylko dzięki gorszej różnicy bramek: 1982/1983 z Hamburger SV i 1985/1986 z Bayern Monachium.
- W sezonie 2007/2008 aż 20 piłkarzy Werderu zdobywało bramki, co jest absolutnym rekordem ligi.
- Od sezonu 1987/1988 do sezonu 2007/2008 Werder był rekordzistą z najmniejszą liczbą bramek straconych w jednym sezonie ligi (22).
- Od sezonu 2003/2004 do sezonu 2011/2012 Werder był rekordzistą pod względem najlepszego sezonowego bilansu na wyjeździe: 11 zwycięstw, 4 remisy, 2 porażki.
- W sezonie 2008/2009 Werder był pierwszą i jak dotąd jedyną drużyną, która wygrała Puchar Niemiec grając wyłącznie mecze na wyjeździe.
- W Pucharze Niemiec Werder był niepokonany u siebie przez 31 lat (37 meczów). Seria rozpoczęła się po porażce w półfinale 13 kwietnia 1988 przeciwko późniejszemu zdobywcy pucharu Eintrachtem Frankfurt (0:1) i trwała do przegranej z Bayernem Monachium 24 kwietnia 2019 (2:3).
- W sezonie 2019/2020 Werder pobił rekord frekwencji na meczu pierwszej rundy pucharu (41500). SV Atlas Delmenhorst, piątoligowy klub mający siedzibę 15 kilometrów od Bremy, zdobył prawo gry w Pucharze Niemiec zwyciężając w Pucharze Dolnej Saksonii. Ponieważ stadion klubowy nie spełniał wymagań do rozegrania na nim meczu, niemiecka federacja zgodziła się na rozegranie meczu w Bremie, chociaż Werder formalnie był gościem na własnym stadionie.

### Sezon po sezonie
| Sezon   | Liga                                                                                     | Poziom | Miejsce     | Punkty | Zwycięstwa | Remisy | Porażki | Bramki | Uwagi |
| ------- | ---------------------------------------------------------------------------------------- | ------ | ----------- | ------ | ---------- | ------ | ------- | ------ | --- |
| 1900/01 | Klasa A Bremeńskiego Związku Klubów Piłkarskich                                          | I      |             |        |            |        |         |        | Klub wycofał się z rozgrywek |
| 1901/02 | Klasa A Bremeńskiego Związku Klubów Piłkarskich                                          | I      |             |        |            |        |         |        | Klub wycofał się z rozgrywek |
| 1902/03 | Klasa A Bremeńskiego Związku Klubów Piłkarskich                                          | I      | 1           | 10     | 5          | 0      | 0       | 22-4   | |
| 1903/04 | Klasa A Bremeńskiego Związku Klubów Piłkarskich                                          | I      | 1           | 10     | 5          | 0      | 0       | 22-4   | |
| 1904/05 | Klasa A Bremeńskiego Związku Klubów Piłkarskich                                          | I      | 4           | 1      | 0          | 1      | 2       | 5-8    | |
| 1905/06 | Okręg Brema Północnoniemieckiego Związku Piłki Nożnej                                    | I      | 1           | 6      | 3          | 0      | 1       | 20-7   | W rundzie finałowej Mistrzostw Północnoniemieckiego Związku Piłki Nożnej przegrał z Eintracht Braunschweig 2:5 |
| 1906/07 | Klasa A Bremeńskiego Związku Klubów Piłkarskich                                          | I      |             |        |            |        |         |        | W lutym 1907 klub wycofał wszystkie drużyny z rozgrywek w proteście za zawieszenie piłkarza za niesportowe zachowanie |
| 1907/08 | Okręg Brema Północnoniemieckiego Związku Piłki Nożnej                                    | I      | 2           | 10     | 5          | 0      | 1       | 35-3   | |
| 1908/09 | Okręg Brema, Grupa Brema Północnoniemieckiego Związku Piłki Nożnej                       | I      | 2           | 16     | 8          | 0      | 2       | 60-22  | |
| 1909/10 | Okręg Brema, Grupa Brema Północnoniemieckiego Związku Piłki Nożnej                       | I      | 1           | 24     | 12         | 0      | 0       | 64-15  | W finale Okręgu Brema pokonał Geestemünder SC 1904 3:0 i 6:2. W rundzie finałowej Mistrzostw Północnoniemieckiego Związku Piłki Nożnej przegrał w finale z Holstein Kiel 1:7, wcześniej pokonując kolejno Frisia Wilhelmshaven 4:3 i Eintracht Braunschweig 1:0 |
| 1910/11 | Okręg Brema, Grupa Brema Północnoniemieckiego Związku Piłki Nożnej                       | I      | 2           | 22     | 11         | 0      | 1       | 50-16  | W meczu o 1 miejsce w grupie przegrał z Bremer SC 1891 2:3 |
| 1911/12 | Okręg Brema Północnoniemieckiego Związku Piłki Nożnej                                    | I      | 3           | 20     | 9          | 2      | 5       | 37-22  | |
| 1912/13 | Okręg Brema Północnoniemieckiego Związku Piłki Nożnej                                    | I      | 2           | 23     | 11         | 1      | 2       | 49-10  | |
| 1913/14 | Liga Północnoniemieckiego Związku Piłki Nożnej                                           | I      | 10          | 2      | 1          | 0      | 17      | 12-66  | |
| 1916/17 | Okręg Brema Północnoniemieckiego Związku Piłki Nożnej                                    | I      | 2           | 7      | 3          | 1      | 3       | 15-16  | |
| 1917/18 | Okręg Brema Północnoniemieckiego Związku Piłki Nożnej                                    | I      | 3           | 5      | 2          | 1      | 5       | 16-19  | |
| 1918/19 | Okręg Brema Północnoniemieckiego Związku Piłki Nożnej                                    | I      |             |        |            |        |         |        | |
| 1919/20 | Okręg Brema Północnoniemieckiego Związku Piłki Nożnej                                    | I      | 2           | 7      | 3          | 1      | 1       | 10-4   | W pierwszej rundzie w 6 meczach zgromadził 9 punktów, z bilansem bramek 25-9 |
| 1920/21 | Liga Okręgu Południe Północnoniemieckiego Związku Piłki Nożnej                           | I      | 4           | 20     | 9          | 2      | 7       | 61-31  | |
| 1921/22 | Liga Okręgu Zachód Północnoniemieckiego Związku Piłki Nożnej                             | I      | 7           | 11     | 4          | 3      | 7       | 16-24  | |
| 1922/23 | Liga Okręgu Weser-Jade, Grupa Jade Północnoniemieckiego Związku Piłki Nożnej             | I      | 1           | 18     | 7          | 4      | 1       | 26-6   | W meczu o 1 miejsce w grupie pokonał VfB Oldenburg 5:0. W rundzie finałowej Mistrzostw Północnoniemieckiego Związku Piłki Nożnej przegrał z SV Arminia Hannover 1:6                                                                                             |
| 1923/24 | Liga Okręgu Weser-Jade, Grupa Weser Północnoniemieckiego Związku Piłki Nożnej            | I      | 5           | 10     | 4          | 2      | 6       | 21:29  | |
| 1924/25 | Liga Okręgu Weser-Jade, Grupa Weser Północnoniemieckiego Związku Piłki Nożnej            | I      | 2           | 17     | 8          | 1      | 3       | 46-23  | |
| 1925/26 | Liga Okręgu Weser-Jade, Grupa Weser Północnoniemieckiego Związku Piłki Nożnej            | I      | 1           | 24     | 12         | 0      | 0       | 53-16  | W rundzie finałowej Mistrzostw Północnoniemieckiego Związku Piłki Nożnej przegrał z SV Arminia Hannover 3:5 |
| 1926/27 | Liga Okręgu Weser-Jade, Grupa Weser Północnoniemieckiego Związku Piłki Nożnej            | I      | 1           | 18     | 9          | 0      | 3       | 66-31  | W rundzie finałowej Mistrzostw Północnoniemieckiego Związku Piłki Nożnej przegrał z Hamburger SV 1:4 |
| 1927/28 | Liga Okręgu Weser-Jade, Grupa Jade Północnoniemieckiego Związku Piłki Nożnej             | I      | 1           | 26     | 13         | 0      | 3       | 70-23  | W rundzie finałowej Mistrzostw Północnoniemieckiego Związku Piłki Nożnej przegrał po dogrywce z VfR Harburg 3:6 |
| 1928/29 | Liga Okręgu Weser-Jade, Grupa Jade Okręg Brema Północnoniemieckiego Związku Piłki Nożnej | I      | 1           |        |            |        |         |        | W rundzie finałowej Mistrzostw Północnoniemieckiego Związku Piłki Nożnej pokonał po dogrywce Lübecker BV Phönix 4:3 aby w ćwierćfinale przegrać z Hannover 96 0:2                                                                                               |
| 1929/30 | Oberliga Weser-Jade Północnoniemieckiego Związku Piłki Nożnej                            | I      | 4           | 13     | 6          | 1      | 7       | 35-35  | |
| 1930/31 | Oberliga Weser-Jade Północnoniemieckiego Związku Piłki Nożnej                            | I      | 2           | 18     | 8          | 2      | 4       | 41-21  | W rundzie finałowej Mistrzostw Północnoniemieckiego Związku Piłki Nożnej przegrał po dogrywce z Altona 93 2:3 |
| 1931/32 | Oberliga Weser-Jade Północnoniemieckiego Związku Piłki Nożnej                            | I      | 4           | 14     | 6          | 2      | 6       | 25-37  | |
| 1932/33 | Oberliga Weser-Jade Północnoniemieckiego Związku Piłki Nożnej                            | I      | 2           | 21     | 10         | 1      | 3       | 43-11  | W rundzie finałowej Mistrzostw Północnoniemieckiego Związku Piłki Nożnej odniósł 1 zwycięstwo i 3 porażki, bilans bramek 3:7 |
| 1933/34 | Gauliga Dolna Saksonia                                                                   | I      | 1           | 27     | 12         | 3      | 3       | 67-31  | |
| 1933/34 | Runda finałowa                                                                           | I      | 3 w grupie  | 5      | 2          | 1      | 3       | 11:17  | W finałowej grupie grał min. z późniejszym mistrzem FC Schalke 04 |
| 1934/35 | Gauliga Dolna Saksonia                                                                   | I      | 2           | 29     | 10         | 9      | 1       | 57-23  | |
| 1935/36 | Gauliga Dolna Saksonia                                                                   | I      | 1           | 29     | 13         | 3      | 4       | 44-22  | |
| 1935/36 | Runda finałowa                                                                           | I      | 2 w grupie  | 8      | 4          | 0      | 2       | 22-11  | W finałowej grupie grał min. z Viktorią Stolp (dziś Słupsk) oraz Vorwärts-Rasensport Gleiwitz (Gliwice) |
| 1936/37 | Gauliga Dolna Saksonia                                                                   | I      | 1           | 30     | 14         | 2      | 2       | 73:31  | |
| 1936/37 | Runda finałowa                                                                           | I      | 2 w grupie  | 9      | 4          | 1      | 1       | 20:10  | W finałowej grupie grał min. z Viktorią Stolp (Słupsk) oraz z późniejszym mistrzem FC Schalke 04 |
| 1937/38 | Gauliga Dolna Saksonia                                                                   | I      | 3           | 27     | 12         | 3      | 3       | 70-32  | |
| 1938/39 | Gauliga Dolna Saksonia                                                                   | I      | 4           | 25     | 10         | 5      | 3       | 32-20  | |
| 1939/40 | Gauliga Dolna Saksonia, Grupa Północ                                                     | I      | 2           | 11     | 5          | 1      | 4       | 17-11  | |
| 1940/41 | Gauliga Dolna Saksonia, Grupa Północ                                                     | I      | 2           | 12     | 5          | 2      | 3       | 31-15  | |
| 1941/42 | Gauliga Dolna Saksonia, Grupa Północ                                                     | I      | 1           | 16     | 6          | 4      | 0       | 43:13  | |
| 1941/42 | Gauliga Dolna Saksonia, runda finałowa                                                   | I      | 1           | 20     | 10         | 0      | 0       | 36:7   | |
| 1941/42 | Runda finałowa                                                                           | I      | ćwierćfinał |        |            |        |         |        | Wygrał z Eimsbütteler TV 4:2, po czym przegrał z Kickers Offenbach 3:4 |
| 1942/43 | Gauliga Wezera-Ems                                                                       | I      | 2           | 31     | 15         | 1      | 2       | 107-22 | |
| 1943/44 | Gauliga Wezera-Ems                                                                       | I      | 4           | 14     | 7          | 0      | 7       | 44-23  | |
| 1944/45 | Gauliga Wezera-Ems                                                                       | I      |             |        | 1          | 0      | 1       | 5-3    | Rozgrywki zostały przerwane |
| 1945/46 | Mistrzostwa Bremy                                                                        | I      | 1           | 9      | 4          | 1      | 1       | 17-10  | |
| 1945/46 | Runda finałowa Mistrzostw brytyjskiej strefy okupacyjnej                                 | I      | ćwierćfinał |        |            |        |         |        | Pokonał Hannover 96 2:1, w ćwierćfinale przegrał z HSV 1:2, ale mecz został zaliczony jako towarzyski bo rozgrywki zostały anulowane przez brytyjskie władze wojskowe                                                                                           |
| 1946/47 | Oberliga Niedersachsen-Nord                                                              | I      | 1           | 40     |            |        |         | 109-31 | W finale rozgrywek w Dolnej Saksonii pokonał w dwumeczu zwycięzcę grupy południowej TSV Braunschweig 4:3 (1:3 i 3:0) |
| 1946/47 | Runda finałowa Mistrzostw brytyjskiej strefy okupacyjnej                                 | I      | ćwierćfinał |        |            |        |         |        | Przegrał z Borussia Dortmund 2:4 |
| 1947/48 | Oberliga Północ                                                                          | I      | 4           | 26     | 12         | 2      | 8       | 43-38  | W meczu o 4 miejsce pokonał VfL Osnabrück 3:1 |
| 1947/48 | Runda finałowa Mistrzostw brytyjskiej strefy okupacyjnej                                 | I      | ćwierćfinał |        |            |        |         |        | Przegrał po dogrywce z Borussia Dortmund 2:3 |
| 1948/49 | Oberliga Północ                                                                          | I      | 8           | 19     | 8          | 3      | 11      | 49-50  | |
| 1949/50 | Oberliga Północ                                                                          | I      | 4           | 36     | 16         | 4      | 10      | 78-44  | |
| 1950/51 | Oberliga Północ                                                                          | I      | 6           | 36     | 15         | 6      | 11      | 79-59  | |
| 1951/52 | Oberliga Północ                                                                          | I      | 7           | 33     | 14         | 5      | 11      | 85-52  | |
| 1952/53 | Oberliga Północ                                                                          | I      | 6           | 37     | 15         | 7      | 8       | 71-55  | |
| 1953/54 | Oberliga Północ                                                                          | I      | 5           | 31     | 13         | 5      | 12      | 53-43  | |
| 1954/55 | Oberliga Północ                                                                          | I      | 3           | 38     | 15         | 8      | 7       | 68:46  | |
| 1955/56 | Oberliga Północ                                                                          | I      | 6           | 32     | 14         | 4      | 12      | 74:54  | |
| 1956/57 | Oberliga Północ                                                                          | I      | 5           | 31     | 14         | 3      | 13      | 65:53  | |
| 1957/58 | Oberliga Północ                                                                          | I      | 7           | 31     | 14         | 3      | 13      | 76:70  | |
| 1958/59 | Oberliga Północ                                                                          | I      | 2           | 42     | 19         | 4      | 7       | 89:57  | |
| 1959/60 | Oberliga Północ                                                                          | I      | 2           | 41     | 18         | 5      | 7       | 71:47  | |
| 1960/61 | Oberliga Północ                                                                          | I      | 2           | 43     | 19         | 5      | 6       | 73:47  | |
| 1961/62 | Oberliga Północ                                                                          | I      | 2           | 44     | 18         | 8      | 4       | 87:33  | |
| 1962/63 | Oberliga Północ                                                                          | I      | 2           | 47     | 22         | 3      | 5       | 102:44 | |

| Sezon   | Liga          | Poziom | Miejsce w lidze | Uwagi                  |
| ------- | ------------- | ------ | --------------- | ---------------------- |
| 1963/64 | Bundesliga    | I      | 10              |                        |
| 1964/65 | Bundesliga    | I      | 1               |                        |
| 1965/66 | Bundesliga    | I      | 4               |                        |
| 1966/67 | Bundesliga    | I      | 16              |                        |
| 1967/68 | Bundesliga    | I      | 2               |                        |
| 1968/69 | Bundesliga    | I      | 9               |                        |
| 1969/70 | Bundesliga    | I      | 11              |                        |
| 1970/71 | Bundesliga    | I      | 10              |                        |
| 1971/72 | Bundesliga    | I      | 11              |                        |
| 1972/73 | Bundesliga    | I      | 11              |                        |
| 1973/74 | Bundesliga    | I      | 11              |                        |
| 1974/75 | Bundesliga    | I      | 15              |                        |
| 1975/76 | Bundesliga    | I      | 13              |                        |
| 1976/77 | Bundesliga    | I      | 11              |                        |
| 1977/78 | Bundesliga    | I      | 15              |                        |
| 1978/79 | Bundesliga    | I      | 11              |                        |
| 1979/80 | Bundesliga    | I      | 17              |                        |
| 1980/81 | 2. Bundesliga | II     | 1               |                        |
| 1981/82 | Bundesliga    | I      | 5               |                        |
| 1982/83 | Bundesliga    | I      | 2               |                        |
| 1983/84 | Bundesliga    | I      | 5               |                        |
| 1984/85 | Bundesliga    | I      | 2               |                        |
| 1985/86 | Bundesliga    | I      | 2               |                        |
| 1986/87 | Bundesliga    | I      | 5               |                        |
| 1987/88 | Bundesliga    | I      | 1               |                        |
| 1988/89 | Bundesliga    | I      | 3               |                        |
| 1989/90 | Bundesliga    | I      | 7               |                        |
| 1990/91 | Bundesliga    | I      | 3               | Puchar Niemiec         |
| 1991/92 | Bundesliga    | I      | 9               |                        |
| 1992/93 | Bundesliga    | I      | 1               |                        |
| 1993/94 | Bundesliga    | I      | 8               | Puchar Niemiec         |
| 1994/95 | Bundesliga    | I      | 2               |                        |
| 1995/96 | Bundesliga    | I      | 9               |                        |
| 1996/97 | Bundesliga    | I      | 8               |                        |
| 1997/98 | Bundesliga    | I      | 7               |                        |
| 1998/99 | Bundesliga    | I      | 13              | Puchar Niemiec         |
| 1999/00 | Bundesliga    | I      | 9               |                        |
| 2000/01 | Bundesliga    | I      | 7               |                        |
| 2001/02 | Bundesliga    | I      | 6               |                        |
| 2002/03 | Bundesliga    | I      | 6               |                        |
| 2003/04 | Bundesliga    | I      | 1               | Puchar Niemiec         |
| 2004/05 | Bundesliga    | I      | 3               |                        |
| 2005/06 | Bundesliga    | I      | 2               |                        |
| 2006/07 | Bundesliga    | I      | 3               |                        |
| 2007/08 | Bundesliga    | I      | 2               |                        |
| 2008/09 | Bundesliga    | I      | 10              | Puchar Niemiec         |
| 2009/10 | Bundesliga    | I      | 3               |                        |
| 2010/11 | Bundesliga    | I      | 13              |                        |
| 2011/12 | Bundesliga    | I      | 9               |                        |
| 2012/13 | Bundesliga    | I      | 14              |                        |
| 2013/14 | Bundesliga    | I      | 12              |                        |
| 2014/15 | Bundesliga    | I      | 10              |                        |
| 2015/16 | Bundesliga    | I      | 13              |                        |
| 2016/17 | Bundesliga    | I      | 8               |                        |
| 2017/18 | Bundesliga    | I      | 11              |                        |
| 2018/19 | Bundesliga    | I      | 8               |                        |
| 2019/20 | Bundesliga    | I      | 16              | utrzymanie po barażach |
| 2020/21 | Bundesliga    | I      | 17              |                        |
| 2021/22 | 2. Bundesliga | II     | 2               |                        |
| 2022/23 | Bundesliga    | I      | 13              |                        |
| 2023/24 | Bundesliga    | I      | 9               |                        |
| 2024/25 | Bundesliga    | I      | 8               |                        |

## Obecna kadra
Aktualny na 5 września 2021
| Nr | Poz. | Piłkarz                                           |
| -- | ---- | ------------------------------------------------- |
| 1  | BR   | Jiří Pavlenka                                     |
| 3  | OB   | Anthony Jung                                      |
| 7  | NA   | Marvin Ducksch                                    |
| 8  | OB   | Mitchell Weiser (wypożyczony z Bayeru Leverkusen) |
| 10 | PO   | Leonardo Bittencourt                              |
| 11 | NA   | Niclas Füllkrug                                   |
| 13 | OB   | Miloš Veljković                                   |
| 15 | NA   | Roger Assalé (wypożyczony z Dijon)                |
| 17 | PO   | Abdenego Nankishi                                 |
| 20 | PO   | Romano Schmid                                     |
| 21 | OB   | Ömer Toprak                                       |
| 22 | PO   | Niklas Schmidt                                    |

| Nr | Poz. | Piłkarz                                          |
| -- | ---- | ------------------------------------------------ |
| 23 | PO   | Nicolai Rapp                                     |
| 25 | OB   | Kyu-hyun Park                                    |
| 26 | OB   | Lars Lukas Mai (wypożyczony z Bayernu Monachium) |
| 27 | OB   | Felix Agu                                        |
| 28 | PO   | Ilija Gruew                                      |
| 29 | NA   | Nick Woltemade                                   |
| 32 | OB   | Marco Friedl                                     |
| 34 | PO   | Jean-Manuel Mbom                                 |
| 36 | OB   | Christian Groß                                   |
| 40 | BR   | Luca Plogmann                                    |
| 43 | NA   | Eren Dinkçi                                      |

### Piłkarze na wypożyczeniu
| Nr | Poz. | Piłkarz                                                 |
| -- | ---- | ------------------------------------------------------- |
|    | NA   | Kebba Badjie (w Hallescher FC do 30 czerwca 2022)       |
|    | OB   | Jan-Niklas Beste (w Jahn Regensburg do 30 czerwca 2022) |
|    | PO   | Yannik Engelhardt (w SC Freiburg II do 30 czerwca 2022) |

| Nr | Poz. | Piłkarz                                                |
| -- | ---- | ------------------------------------------------------ |
|    | NA   | Benjamin Goller (w SV Darmstadt 98 do 30 czerwca 2022) |
|    | BR   | Eduardo Haesler (w Nordsjælland do 30 czerwca 2022)    |

## Trenerzy

### Sztab szkoleniowy
| Rola                   | Imię i nazwisko  |
| ---------------------- | ---------------- |
| Trener                 | Ole Werner       |
| Asystent trenera       | Tom Cichon       |
| Asystent trenera       | Patrick Kohlmann |
| Asystent trenera       | Hannes Drews     |
| Trener bramkarzy       | Christian Vander |
| Przygotowanie fizyczne | Marcel Abanoz    |

### Trenerzy od 1963
| Lp. | Imię i nazwisko      | Okres urzędowania | Okres urzędowania |
| --- | -------------------- | ----------------- | ----------------- |
| 1.  | Willi Multhaup       | 01.07.1963        | 30.06.1965        |
| 2.  | Günter Brocker       | 01.07.1965        | 04.09.1967        |
| 3.  | Fritz Langner        | 05.09.1967        | 30.06.1969        |
| 4.  | Richard Ackerschott1 | 30.06.1968        | 12.10.1968        |
| 5.  | Fritz Rebell         | 01.07.1969        | 16.03.1970        |
| 6.  | Hans Tilkowski       | 17.03.1970        | 30.06.1970        |
| 7.  | Robert Gebhardt      | 01.07.1970        | 29.09.1971        |
| 8.  | Willi Multhaup4      | 30.09.1971        | 24.10.1971        |
| 9.  | Sepp Piontek         | 25.10.1971        | 30.06.1975        |
| 10. | Fritz Langner24      | 08.05.1972        | 10.06.1972        |
| 11. | Herbert Burdenski    | 01.07.1975        | 28.02.1976        |
| 12. | Otto Rehhagel        | 29.02.1976        | 30.06.1976        |
| 13. | Hans Tilkowski4      | 01.07.1976        | 19.12.1977        |
| 14. | Rudi Assauer         | 20.12.1977        | 31.12.1977        |
| 15. | Fred Schulz          | 01.01.1978        | 30.06.1978        |
| 16. | Wolfgang Weber       | 01.07.1978        | 28.01.1980        |
| 17. | Rudi Assauer4        | 29.01.1980        | 20.02.1980        |
| 18. | Fritz Langner5       | 21.02.1980        | 30.06.1980        |
| 19. | Kuno Klötzer         | 01.07.1980        | 01.04.1981        |

| Lp. | Imię i nazwisko   | Okres urzędowania | Okres urzędowania |
| --- | ----------------- | ----------------- | ----------------- |
| 20. | Otto Rehhagel4    | 02.04.1981        | 30.06.1995        |
| 21. | Aad de Mos        | 01.07.1995        | 09.01.1996        |
| 22. | Dixie Dörner      | 14.01.1996        | 20.08.1997        |
| 23. | Wolfgang Sidka    | 21.08.1997        | 21.10.1998        |
| 24. | Felix Magath      | 22.10.1998        | 09.05.1999        |
| 25. | Thomas Schaaf     | 10.05.1999        | 15.05.2013        |
| 26. | Wolfgang Rolff3   | 16.05.2013        | 25.05.2013        |
| 27. | Robin Dutt        | 01.06.2013        | 25.10.2014        |
| 28. | Wiktor Skrypnyk   | 25.10.2014        | 17.09.2016        |
| 29. | Alexander Nouri   | 18.09.2016        | 30.10.2017        |
| 30. | Florian Kohfeldt  | 30.10.2017        | 16.05.2021        |
| 31. | Thomas Schaaf34   | 16.05.2021        | 30.06.2021        |
| 32. | Markus Anfang     | 01.07.2021        | 20.11.2021        |
| 32. | Danijel Zenkovic3 | 20.11.2021        | 22.11.2021        |
| 32. | Christian Brand3  | 23.11.2021        | 28.11.2021        |
| 32. | Ole Werner        | 29.11.2021        | obecnie           |

1 Zastąpił Fritza Langnera na cztery mecze.

2 Zastąpił Seppa Piontka na dwa mecze.

3 Trener tymczasowy na jeden mecz.

4 Po raz drugi jako trener Werderu.

5 Po raz trzeci jako trener Werderu.

## „Cuda nad Wezerą”
- W sezonie 1987/1988 Werder przegrał na wyjeździe pierwszy mecz drugiej rundy Pucharu UEFA ze Spartak Moskwa 1:4[15], by w rewanżu wygrać 4:1 i doprowadzić do dogrywki, po której wygrał 6:2[16]
- W sezonie 1988/1989 Werder przegrał na wyjeździe pierwszy mecz pierwszej rundy Pucharu Mistrzów z BFC Dynamo 0:3[17], by w rewanżu wygrać 5:0[18]
- W sezonie 1993/1994 Werder przegrywał u siebie w meczu grupowym Ligi Mistrzów do 66. minuty z RSC Anderlecht 0:3, by ostatecznie wygrać 5:3[19]
- W sezonie 1999/2000 Werder przegrał na wyjeździe pierwszy mecz 1/16 finału Pucharu UEFA z Olympique Lyon 0:3[20], by w rewanżu wygrać 4:0[21]

### Inne historyczne mecze
- W sezonie 1970/1971, 3 kwietnia 1971, Werder grał wyjazdowy mecz ligowy z Borussią M’Gladbach. W 76. minucie meczu, przy stanie 1:1, napastnik gospodarzy Herbert Laumen nie sięgnął dośrodkowanej piłki i wpadł do bramki Werderu. Uczynił to z taką siłą, że zaplątał się w siatkę, w efekcie czego upadając złamał słupek bramki. Ponieważ gospodarze nie mieli zapasowej bramki, sędzia Gert Meuser odgwizdał koniec meczu. Werderowi przyznano walkower 2:0, a Borussia musiała zapłacić 1500 marek kary. Od następnego sezonu wszystkie kluby Bundesligi postanowiły zmienić drewniane bramki na aluminiowe. Złamany słupek znajduje się obecnie w muzeum klubowym Borussii[22][23].
- W sezonie 2009/2010 Werder zremisował na wyjeździe pierwszy mecz 1/8 Ligi Europy z Valencia CF 1:1[24]. W rewanżu po 15 minutach przegrywał 0:2, po 45 minutach 1:3. W drugiej połowie doprowadził do stanu 3:3, ale w 66. minucie przegrywał 3:4 i był w stanie tylko zremisować 4:4, ostatecznie odpadając dzięki mniejszej ilości bramek zdobytych na wyjeździe[25].
- W sezonie 2008/2009 Werder grał rewanż 1/16 finału Pucharu UEFA z A.C. Milan. Pierwszy mecz w Bremie zakończył się remisem 1:1[26]. W rewanżu po 33 minutach Werder przegrywał już 0:2, ale dwie bramki Claudio Pizarro w 68 i 78 minucie dały remis i awans[27].
- W sezonie 2008/2009 Werder przegrał u siebie pierwszy mecz półfinału Pucharu UEFA z Hamburger SV 0:1[28]. W rewanżu prowadził co prawda 2:1, ale w ostatnim kwadransie gospodarze mocno naciskali i byli bliscy wyrównania. Podczas jednego z ataków HSV piłka podskoczyła na dużej papierowej kuli rzuconej przez fanów Werderu, co uchroniło Werder przed utratą bramki, a w kontrze padł gol na 3:1 co rozstrzygnęło dwumecz (była 83. minuta, HSV potrzebowało 2 bramek; zdołało strzelić jedną)[29]. Papierowa Kula (Papierkugel) stała się obiektem żartów (głównie ze strony fanów Werderu względem kibiców HSV; chociaż ci drudzy twierdzili, że była na spalonym[30]), dorobiła się własnego konta na Twitterze[31], aby ostatecznie zostać wylicytowaną w charytatywnej aukcji i trafić do klubowego muzeum[32][33].
- W sezonie 2010/2011 Werder wygrał u siebie pierwszy mecz eliminacji do Ligi Mistrzów z Sampdoria Genua 3:1 (na dodatek bramkę stracił w 90 minucie)[34]. W rewanżu na wyjeździe już po 13 minutach przegrywał 0:2 a 5 minut przed końcem 0:3. W doliczonym czasie gry Markus Rosenberg zdobył bramkę doprowadzając do dogrywki (Rosenberg pojawił się na boisku w 72. minucie, tylko dlatego, że Sandro Wagner grał w zakrwawionej koszulce, a nie miał zapasowej na zmianę). W dogrywce bramkę na 2:3 strzelił Claudio Pizarro, dając awans do fazy grupowej[35].

## Kibice i rywale
Istnieje siedem grup kibicowskich w Bremie. Należą do nich: „Wanderers-Bremen”, „The Infamous Youth”, „Caillera”, „L’Intesa Verde”, „HB Crew”, „Ultra Boys” i „UltrA-Team Bremen”, którzy wspierają drużynę w każdym meczu. Niektórzy fani klubu utrzymują przyjazne relacje z drużynami Rot-Weiss Essen i Hapoel Katamon Jerusalem – ta ostatnia ma szczególny antyrasistowski i antyfaszystowski wydźwięk. Przez długi czas istniała również „zgoda” z 1. FC Kaiserslautern.
Oficjalnym hymnem Werderu jest „Lebenslang Grün-Weiß” – utwór, który powstał z okazji „dubletu” w roku 2004. Innym popularnym utworem jest „Wir sind Werder Bremen” stworzony przez zespół Afterburner.
Po bramce Werderu na Weserstadion rozlega się dźwięk syreny okrętowej oraz odgrywany jest fragment „Gonna Be” (500 mil) zespołu The Proclaimers.

### Derby Północy

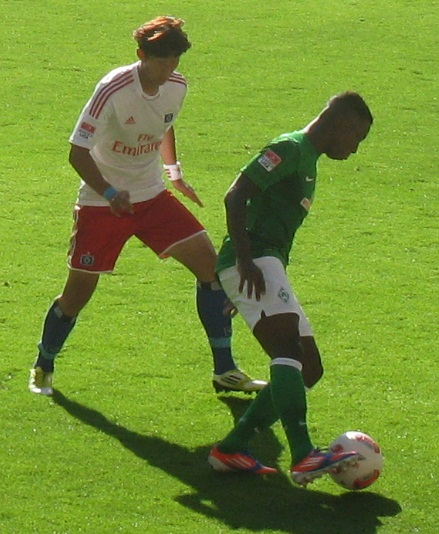
Son Heung-min z HSV i Eljero Elia z Werderu podczas Nordderby 2012

Werder od dawna toczy zaciętą rywalizację z Hamburger SV. Są to dwa największe miasta na północy Niemiec, „skazane” na siebie jeszcze w rozgrywkach Oberligi. Mecze pomiędzy tymi drużynami nazywane są Nordderby (Derby Północy).
Rywalizacja klubów i fanów była zacięta, ale nie wroga (czasem wręcz określana „szorstką przyjaźnią”) i taki stan utrzymywał się do 17 października 1982. Dzień wcześniej grupa kibiców Werderu podążających na mecz pucharowy w Hamburgu, została zaatakowana pistoletami gazowymi, racami i cegłami przez skrajnie prawicową grupę fanów HSV („Löwen” / Lwy) wspartych hamburskimi skinhedami. Bremeńczycy uciekli, ale siedemnastoletni Adrian Maleika szukając schronienia w krzakach, dostał kamieniem w tył głowy i stracił przytomność. 17 października zmarł w szpitalu w wyniku ciężkich obrażeń – pęknięcia czaszki oraz wylewu. Była to pierwsza w Niemczech śmiertelna ofiara wynikająca z walk grup kibiców. Na pogrzebie zjawiło się ok. 600 osób, w tym zespół Werderu, kierownik zespołu Willi Lemke oraz Günter Netzer z HSV. Pomimo porozumienia podpisanego rok później pomiędzy klubami i różnego rodzaju programów socjalnych wdrażanych przez HSV, stosunki między fanami obu klubów do dziś pozostają napięte, a fani Werderu demonstracyjnie wspierają FC Sankt Pauli.
Między 22 kwietnia a 10 maja 2009 odbyły się cztery „Derby Północy” w ciągu 19 dni:

– 22 kwietnia (Hamburg) – półfinał Pucharu Niemiec, wygrany przez Werder po rzutach karnych 3:1 (mecz i dogrywka zakończyły się wynikiem 1:1)

– 30 kwietnia (Brema) – półfinał Pucharu UEFA, wygrany przez HSV 1:0

– 7 maja (Hamburg) – półfinał Pucharu UEFA, wygrany przez Werder 3:2

– 10 maja (Brema) – mecz Bundesligi, wygrany przez Werder 2:0
| Rozgrywki                            | Mecze | Zwycięstwa | Remisy | Porażki | Bramki  |
| ------------------------------------ | ----- | ---------- | ------ | ------- | ------- |
| 1.Bundesliga                         | 108   | 39         | 35     | 34      | 157:158 |
| 2.Bundesliga                         | 2     | 1          | 0      | 1       | 3:4     |
| Oberliga*                            | 18    | 9          | 4      | 5       | 37:36   |
| Puchar Niemiec                       | 7     | 5          | –      | 2       | 18:11   |
| Puchar Ligi                          | 1     | 1          | 0      | 0       | 2:1     |
| Puchar UEFA/Liga Europy              | 2     | 1          | 0      | 1       | 3:3     |
| Dane ważne do końca sezonu 2023/2024 |       |            |        |         |         |
| * brak wyników za lata 1947–1953     |       |            |        |         |         |

## Stadion
|  |

Od roku 1930 Werder rozgrywa mecze domowe na Weserstadion. Stadion powstał w roku 1909, ale nowoczesny kształt uzyskał dopiero w roku 1929, kiedy w wyniku przebudowy powstała trybuna, szatnie i restauracja. Obecną nazwę nosi od roku 1930, wcześniej nazywał się ABTS-Kampfbahn (budowniczym stadionu było Allgemeinen Bremer Turn- und Sportverein). W latach 1934–1945 przejściowo nazywał się „Bremer Kampfbahn”, a w latach 1945–1947 „IKE Stadium” (Na cześć amerykańskiego generała Dwighta Eisenhowera – Naczelnego Dowódcy Alianckich Ekspedycyjnych Sił Zbrojnych. „Ike” było używanym przez niego pseudonimem).
Do powstania Bundesligi w roku 1963 służył nie tylko Werderowi, ale i innym klubom z Bremy. Używany był też do sportów innych niż piłka nożna. W roku 1963, z okazji powstania Bundesligi, zadaszono północną trybunę i zainstalowano oświetlenie, a w roku 1973 przebudowano starszą trybunę południową. Kolejne przebudowy miały miejsce do roku 1978 (rozbudowa trybuny północnej), 1988 (przebudowa trybuny zachodniej), 1992 (rozbudowa trybuny południowej, na której min. zbudowano loże dla VIPów – był to pierwszy stadion w Niemczech z tego typu udogodnieniem. Powstała także tablica wyników), 1997 (rozbudowa trybuny północnej, zastąpienie jednej tablicy wyników dwom ekranami o powierzchni 50 m² każdy oraz rozbudowa trybuny wschodniej, która oprócz nowych biur, sklepów i internatu otrzymała restaurację z lożą – był to pierwszy stadion w Niemczech z tego typu rozwiązaniem), 2002 (powiększenie pojemności stadionu poprzez obniżenie wnętrza stadionu o ponad 2 metry), 2011 (całkowita przebudowa stadionu na typowo piłkarski, połączona z instalacją nowego oświetlenia, nowych telebimów o powierzchni 74 m² każdy oraz paneli fotowoltaicznych; stadion zyskał także nową fasadę).
Pojemność stadionu wynosi 42100 widzów, ale na mecze międzypaństwowe ograniczona jest do 37441 miejsc, a na koncerty do 39000 osób. Wszystkie trybuny są całkowicie zadaszone. Murawa jest mieszana, tj. naturalna trawa uzupełniona jest sztuczną. Wokół stadionu znajduje się jeden kryty i dwa otwarte baseny, korty tenisowe, boisko do baseballu, kryte lodowisko, kryty skatepark, tereny rekreacyjne oraz liczne boiska treningowe, z których jedno wyposażono w trybuny (Weserstadion Platz 11 gdzie mecze rozgrywają drużyny rezerw). W budynku stadionu, oprócz biur klubu, mieści się Wuseum – klubowe muzeum oraz sklep z artykułami dla fanów.
Stadion jest słabo skomunikowany, tzn. mieści się de facto w centrum miasta, na dodatek prowadzi do niego tylko jedna duża ulica – Osterdeich (z dwóch stron otacza go Wesera, z trzeciej wspomniana infrastruktura). Przy stadionie znajdują się miejsca parkingowe, ale dostępne są tylko dla posiadaczy specjalnych karnetów. Większość kibiców dociera na stadion komunikacją zbiorową, która dla posiadaczy biletów meczowych jest darmowa. Być może to właśnie jest przyczyną dość niechętnego przydzielania Weserstadionowi meczów międzypaństwowych – od roku 1939 reprezentacja Niemiec gościła na nim zaledwie 10 razy, z czego tylko 2 razy w meczach o punkty (Malta w 1980 i Ukraina w 1997).
Unikalną opcją jest natomiast możliwość dostania się na stadion drogą wodną. Od listopada 2009 roku przed każdym meczem pięć statków kursuje Wezerą od zachodnich dzielnic miasta aż do przystani koło stadionu.
Od sezonu 2019/2020 na 10 lat nazwa stadionu została sprzedana za 30 milionów euro. Od teraz oficjalnie stadion nazywa się Wohninvest Weserstadion. Jest to pierwsza w historii stadionu zmiana nazwy, wcześniejszy sponsor, firma EWE AG, która za lata 2007–2018 zapłaciła 36 milionów euro, nie zdecydowała się na dodanie swojej nazwy do nazwy stadionu.

## Sponsorzy i stroje
| Okres     | Producent | Sponsor                           | Dziedzina sponsora     |
| --------- | --------- | --------------------------------- | ---------------------- |
| 1971–1974 | ?         | Miasto Brema                      | Miasto Brema           |
| 1974–1975 | ?         | –                                 | –                      |
| 1975–76   | Puma      | –                                 | –                      |
| 1976–1978 | ?         | Norda                             | konserwy rybne         |
| 1978–1981 | Puma      | Pentax                            | sprzęt fotograficzny   |
| 1981–1984 | Puma      | Olympia                           | maszyny do pisania     |
| 1984–1986 | Puma      | Trigema                           | stroje sportowe        |
| 1986–1992 | Puma      | Portas                            | meble kuchenne i drzwi |
| 1992–1997 | Puma      | Winterthur Group / dbv-Winterthur | ubezpieczenia          |
| 1997–2000 | Puma      | o.tel.o                           | telekomunikacja        |
| 2000–01   | Kappa     | QSC                               | telekomunikacja        |
| 2001–02   | Kappa     | brak sponsora                     | brak sponsora          |
| 2002–2004 | Kappa     | Young Spirit                      | buty                   |
| 2004–2006 | Kappa     | KiK                               | dyskont odzieżowy      |
| 2006–07   | Kappa     | bwin                              | bukmacher              |
| 2007–2009 | Kappa     | Citibank / Targobank*             | bank                   |
| 2009–2012 | Nike      | Citibank / Targobank*             | bank                   |
| 2012–2018 | Nike      | Wiesenhof                         | przetwórstwo drobiu    |
| 2018–     | Umbro     | Wiesenhof                         | przetwórstwo drobiu    |

* * W sezonie 2008/09 podczas przekształcania niemieckiej gałęzi Citibank w Targobank, w celu przejęcia jej przez Credit Mutuel, na koszulkach widniał napis „So Geht Bank Heute” („Tak się dziś robi bankowość”).

### Galeria strojów
| 1964-1965 | 1973-1974 |           |           |           |           |           |           |           |           |
|           |           |           | 2003-2004 |           | 2006-2007 |           |           | 2008-2009 | 2009-2010 |
| 2010-2011 | 2011-2012 | 2012-2013 | 2013-2014 | 2014-2015 | 2015-2016 | 2016-2017 | 2017-2018 |           | 2019-2020 |

## Inne sekcje klubu

### Werder Brema II
Sportverein Werder Bremen von 1899 II jest drużyną rezerwową klubu Werder Brema. Drużyna obecnie występuje w 3. Lidze (3. poziom rozgrywek piłki nożnej w Niemczech). Do 2005 roku zespół grał pod nazwą SV Werder Brema Amateure.

#### Stadion
Klub rozgrywa swoje mecze domowe na stadionie Weserstadion Platz 11 w mieście Brema, który może pomieścić 5,500 widzów.

#### Sukcesy
- Amatorskie mistrzostwo Niemiec:
  - zdobywca: 1966, 1985 i 1991.
  - finalista: 1982 i 1993.
- Oberliga Nord (III):
  - mistrzostwo: 1982 i 1984.
  - wicemistrzostwo: 1981, 1983 i 1992.
- Amateurliga Bremen (III):
  - mistrzostwo: 1957, 1962, 1967, 1968 i 1976.
- Regionalliga Nord (IV):
  - mistrzostwo: 2015.
  - wicemistrzostwo: 2014.
- Bremer Cup (Puchar Bremy):
  - zdobywca: 1969, 1971, 1976, 1982, 1983, 1987, 1989, 1990, 1992, 1993, 1994, 1995, 1997, 1998, 1999, 2000, 2001, 2002, 2004 i 2007.
  - finalista: 1978, 1984, 1985, 1986, 1991 i 2003.

#### Sezony (w XXI wieku)
| Sezon   | Liga              | Poziom | Miejsce |
| 1999-00 | Regionalliga Nord | III    | 5       |
| 2000-01 | Regionalliga Nord | III    | 15      |
| 2001-02 | Regionalliga Nord | III    | 10      |
| 2002-03 | Regionalliga Nord | III    | 6       |
| 2003-04 | Regionalliga Nord | III    | 5       |
| 2004-05 | Regionalliga Nord | III    | 14      |
| 2005-06 | Regionalliga Nord | III    | 12      |
| 2006-07 | Regionalliga Nord | III    | 8       |
| 2007-08 | Regionalliga Nord | III    | 5       |
| 2008-09 | 3. liga           | III    | 17      |
| 2009-10 | 3. liga           | III    | 13      |
| 2010-11 | 3. liga           | III    | 19      |
| 2011-12 | 3. liga           | III    | 20      |
| 2012-13 | Regionalliga Nord | IV     | 5       |
| 2013-14 | Regionalliga Nord | IV     | 2       |
| 2014-15 | Regionalliga Nord | IV     | 1       |
| 2015-16 | 3. liga           | III    | 17      |
| 2016-17 | 3. liga           | III    | 17      |

#### Profil klubu
- SV Werder Bremen II, [w:] baza Soccerway (drużyny) [dostęp 2021-01-02].

### Werder Brema III
Sportverein Werder Bremen von 1899 III jest trzecią drużyną klubu Werder Brema. Drużyna obecnie występuje w Bremen-Lidze (5. poziom rozgrywek piłki nożnej w Niemczech).

#### Stadion
Klub rozgrywa swoje mecze domowe na stadionie Weserstadion Platz 13 w mieście Brema, który może pomieścić 500 widzów.

#### Sukcesy
- Verbandsliga Bremen (V):
  - mistrzostwo: 1998.
  - wicemistrzostwo: 1997 i 2001.
- Bremen-Liga (V):
  - mistrzostwo: 2010, 2011 i 2013.

#### Sezony (w XXI wieku)
| Sezon   | Liga                | Poziom | Miejsce |
| 1999-00 | Verbandsliga Bremen | V      | 8       |
| 2000-01 | Verbandsliga Bremen | V      | 2       |
| 2001-02 | Verbandsliga Bremen | V      | 8       |
| 2002-03 | Verbandsliga Bremen | V      | 4       |
| 2003-04 | Verbandsliga Bremen | V      | 4       |
| 2004-05 | Verbandsliga Bremen | V      | 5       |
| 2005-06 | Verbandsliga Bremen | V      | 3       |
| 2006-07 | Verbandsliga Bremen | V      | 3       |
| 2007-08 | Verbandsliga Bremen | V      | 4       |
| 2008-09 | Bremen-Liga         | V      | 4       |
| 2009-10 | Bremen-Liga         | V      | 1       |
| 2010-11 | Bremen-Liga         | V      | 1       |
| 2011-12 | Bremen-Liga         | V      | 3       |
| 2012-13 | Bremen-Liga         | V      | 1       |
| 2013-14 | Bremen-Liga         | V      | 5       |
| 2014-15 | Bremen-Liga         | V      | 7       |
| 2015-16 | Bremen-Liga         | V      | 3       |
| 2016-17 | Bremen-Liga         | V      | ?       |

### Juniorzy
Drużyny juniorów Werder Brema w sezonie 2016/17 występują w:
- Drużyna U-19 w Bundeslidze Nord/Nordost (1. poziom).
- Drużyna U-17 w Bundeslidze Nord/Nordost (1. poziom).

### Piłka nożna kobiet
Drużyna kobiet Werder Brema w sezonie 2016/17 występuje w 2. Bundeslidze Nord kobiet (2. poziom).

### E-Sport
Od roku 2018 klub posiada sekcję e-sportów, ale jedyną „dyscypliną” w niej uprawianą jest piłkarski symulator FIFA. Od stycznia 2019 roku zawodnicy klubu (Mohammed „MoAuba“ Harkous, Michael „MegaBit“ Bittner, Eleftherios „Leftinho“ Ilias) brali udział w rozgrywkach Wirtualnej Bundesligi (VBL). Werder został pierwszym e-Mistrzem Niemiec zarówno w rozgrywkach drużynowych, jak i indywidualnych. Zresztą w tej drugiej kategorii finał był wewnętrzną sprawą klubu, bo MegaBit (zwycięzca kategorii Xbox) pokonał w nim a MoAuba (który wcześniej zwyciężył w kategorii Playstation).
W kwietniu 2019 MoAuba i Megabit zostali pierwszymi w historii członkami nowo powstałej niemieckiej narodowej drużyny eFootball. Wystąpili w turnieju FIFA eNations Cup, ale odpadli w rundzie wstępnej.
W sierpniu 2019 MoAuba stał się pierwszym Niemcem, który został mistrzem świata w serii gier FIFA (pierwsza edycja FIFA eWorld Cup odbyła się w 2004).